# CHa-33
CHa-33 — мисливець за підводними човнами Імперського флоту Японії, який взяв участь у Другій світовій війні.
CHa-33 належав до серії допоміжних мисливців, споруджених з використанням можливостей малих суднобудівних підприємств. Ці кораблі мали дерев'яний корпус та при зникненні зацікавленості в них зі сторони збройних сил мали бути перетворені на риболовецькі судна.
Спорудження корпусу CHa-33 здійснили на верфі Hayashikane, а його оснащення озброєнням провели на верфі ВМФ у Сасебо (обернене до Східнокитайського моря узбережжя Кюсю).
3—19 серпня 1943-го корабель з конвоєм № 3803 здійснив перехід з Японії на Трук (тут у центральній частині Каролінських островів була головна японська база в Океанії), а 23—23 серпня супроводив судно «Ніппо-Мару» до Понапе (острів на сході Каролінського архіпелагу).
Станом на січень 1944-го CHa-33 належав до 67-го охоронного загону, що становив гарнізон острова Науру. Наприкінці січня американці розпочали операцію зі встановлення контролю над Маршалловими островами, при цьому 31 січня їхня авіація завдала удару також по розташованому південніше Науру, де й був потоплений CHa-33.